# Municipio de Babīte
El municipio de Babītes (en Letón: Babītes novads) es uno de los ciento diez municipios de Letonia, se encuentra localizado en el suroeste de dicho país báltico. Fue creado durante el año 2009 después de una reorganización territorial. La capital es la villa de Piņķi.

## Ciudades y zonas rurales
- Babītes pagasts (zona rural)
- Salas pagasts (zona rural)

## Población y territorio
Su población se encuentra compuesta por un total de 8.865 personas (2009). La superficie de este municipio abarca una extensión de territorio de unos 241,7 kilómetros cuadrados. La densidad poblacional es de 36,68 habitantes por cada kilómetro cuadrado.